# 48
- Wikisource

| Calendário gregoriano                                                        | 48 XLVIII       |
| Ab urbe condita                                                              | 801             |
| Calendário arménio                                                           | -504 – -503     |
| Calendário bahá'í                                                            | -1796 – -1795   |
| Calendário budista                                                           | 592             |
| Calendário chinês                                                            | 2744 – 2745     |
| Calendário copta                                                             | -236 – -235     |
| Calendário etíope                                                            | 40 – 41         |
| Calendários hindus - Vikram Samvat - Calendário nacional indiano - Cáli Iuga | 103 – 104 N/A   |
| Calendário Holoceno                                                          | 10048           |
| Calendário islâmico                                                          | 592 BH – 591 BH |
| Calendário judaico                                                           | 3808 – 3809     |
| Calendário persa                                                             | 574 BP – 573 BP |
| Calendário rúnico                                                            | 298             |
| Calendário solar tailandês                                                   | 591             |

48 (XLVIII, na numeração romana) foi um ano bissexto do século I que começou numa segunda-feira, segundo o calendário juliano.  Segundo o horóscopo chinês, foi o ano do Macaco.
| Ano completo                           |
| -------------------------------------- |
| Ano bissexto com início à quarta-feira |

## Eventos
- Cláudio, pela quarta vez, e Lúcio Vitélio, pela terceira vez, cônsules romanos.[1]
- É celebrado o 800o aniversário da fundação de Roma.[1][Nota 1]
- Cláudio faz uma reforma no Senado, e vários senadores, que eram pobres, renunciam.[1]
- Uma pequena ilha surge próxima de Tera [2] (atual Santorini).
- Na Bretanha, Vespasiano é cercado pelos bárbaros, mas é salvo por seu filho Tito, que rompe o cerco em uma manobra ousada e destroi os inimigos em fuga.[3]
- Pláucio, por sua conduta na Bretanha, é elogiado por Cláudio.[4]
- Cneu Domício Córbulo, comandante das legiões romanas na Germânia, após haver derrotado os caúcos, é chamado de volta por Cláudio, que, ao ver seu valor, não quis que ele ficasse mais poderoso.[5] Córbulo recebe um triunfo, e, na volta, constroi um canal ligando o Reno ao Maas.[6]
- Messalina, que pretendia se casar com vários homens,[7] se casa com Caio Sílio, cujo pai havia sido executado por Tibério.[8]
- Cláudio tortura vários libertos e escravos de Messalina e obtém a informação de que ela pretendia matá-lo e colocar Sílio como imperador.[9]

## Mortes
- Messalina, imperatriz-consorte romana, executada (n. 17 ou 20).[9]